# Mouna Nsiri
Mouna Nsiri est une actrice tunisienne.

## Filmographie

### Cinéma
- 2013 : Ce soir je te quitte (court métrage) d'Imen Ben Mlouka
- 2013 : N'importe quoi[2] (court métrage) d'Ismahane Lahmar

### Télévision
- 2008 : Maktoub (saison 1) de Sami Fehri
- 2009 : Prison Brika de Borhen Ben Hassouna : Brika
- 2012 :
  - Zanket Nsa de Fatma Bennour
  - Dar Louzir de Slaheddine Essid
  - Onkoud Al Ghadhab de Naïm Ben Rhouma
- 2014 : Nsibti Laaziza (saison 4) de Slaheddine Essid
- 2014-2015 : School
- 2017-2018 : Familia Lol

### Vidéos
- 2012 : spot publicitaire pour la marque de yaourt Activia de Danone